# ليو يان دونغ

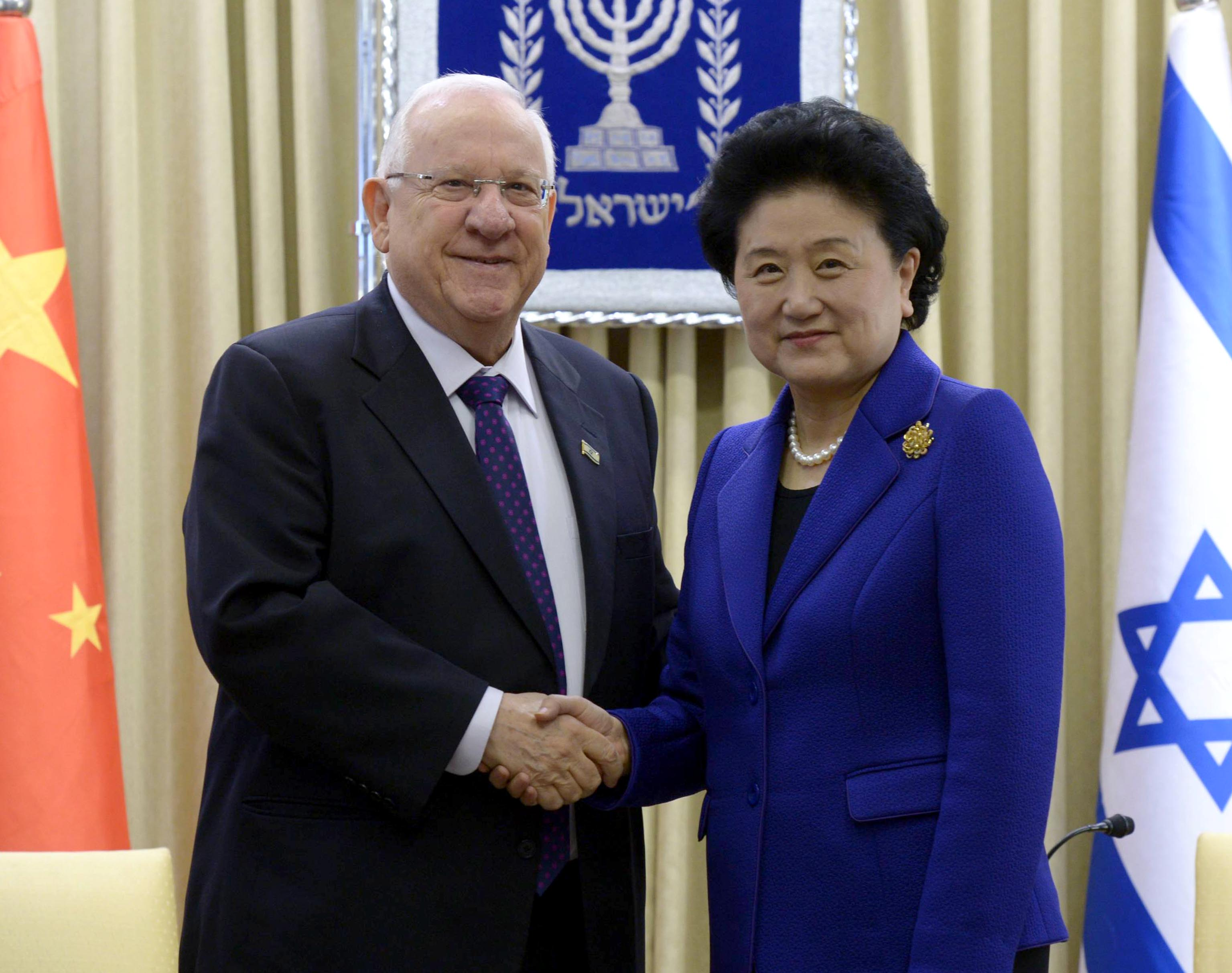
ليو يان دونغ مع رئيس وزراء إسرائيل رؤوفين ريفلين مارس، 2016

ليو يان دونغ (بالصينية: 刘延东 ،ولدت في نوفمبر 1945) سياسية صينية. تشغل الآن منصب نائب رئيس وزراء جمهورية الصين، وعضوة في المكتب السياسي للحزب الشيوعي الصيني. شغلت دونغ منصب عضو مجلس الدولة في الفترة ما بين عام 2008 و 2013، وترأست إدارة الجبهة المتحدة بالحزب الشيوعي في الفترة ما بين عام 2002 و 2007.
تخرجت دونغ من جامعة تسينغ - هوا، طالما إرتبطت حياة ليو العملية مع زميلها في التعليم وفي الحزب الشيوعي هو جينتاو. عادة ما تصف وسائل الإعلام الصينية ليو بكلمة توانباي أو الصغيرة. منذ تقاعد وو يي، أصبحت ليو هي الشخصية السياسية الأعلى شأنا في الصين، وإحدى امراتين في المكتب السياسي، وكان المقعد الثاني لصن تشونلان.

## السيرة الذاتية

### النشأة
ولدت ليو يان دونغ في مقاطعة نانتونغ، جيانغسو، والتي كانت تعرف آنذاك بجمهورية الصين. كان والدها أحد مؤسسي الجيش الرابع عشر للجنود الحمر، إحدى قوة الثورية المبكرة للميليشيات الشيوعية. وبسبب خلفية والدها الثورية تم تصنيف دونغ من قبل المحللين بأنها أميرة. إلتحقت دونغ بجامعة تسينغ - هوا العريقة في عام 1964، أثناء الثورة الثقافية، وتخرجت في عام 1970 بعد حصولها على شهادة البكالوريوس في الكيمياء. لم يفتر اهتمام دونغ بالسياسة في الجامعة فقد كانت تعمل كمدرب سياسي بدوام جزئي. 
بعد فترة وجيزة من التخرج، بدأت دونغ بالعمل في مصنع لإنتاج المواد الكيميائية النباتية في تانغشان، مدينة صناعية في شمال شرق الصين، كان هذا هو تكليفها من الدولة. 
في عام 1980، إنتقلت دونغ للعمل في فرع الحزب ببكين، وفي عام 1981، تم اختيارها كنائب أمين الحزب لمقاطعة شاويانغ. في عام 1982، بدأت ليو بالعمل مع عصبة الشيوعيين الشباب لمدة تجاوزت التسع سنوات، عملت فيها مع المعاصرين مثل وانغ تشاو، هو جينتاو وسونج ديفو. خلال هذه الفترة، شغلت ليو منصب رئيسة اتحاد شباب عموم الصين.  
في مارس 1991، تم اختيار ليو لتصبح نائب الأمين العام في إدارة الجبهة الأمامية المتحدة. وهي منظمة هدفها إيجاد أهداف مشتركة بين المنظمات السياسية والمدنية غير الشيوعية والمنظمات الشيوعية وتقريب المسافات بينهما لتحقيق الإيديولوجيات الشاملة للحزب الشيوعي. 
خلال عملها في هذه الإدارة، حصلت ليو على درجة الماجستير والدكتوراه من جامعتي رنمين وجيلين. 

### المكتب السياسي
في الفترة ما بين عامي 2002 و 2007، شغلت ليو منصب رئيس إدارة الجبهة الأمامية المتحدة. في مارس 2002، تم إنتخابها لمنصب نائب رئيس للمؤتمر السياسي الإستشاري للشعب الصيني. بعد كونها حليفة لسكرتيره عام الحزب هو جينتاو ولمعان إسمها ضمن أسماء عصبة الشيوعين الشباب، دخلت ليو المكتب السياسي السابع عشر للحزب الشيوعي في عام 2007. مع ظهور تكهنات في ذلك الوقت بإحتمالية إختيارها لمنصب نائب رئيس مجلس الدولة في التعديل السياسي المقبل، بحلول عام 2007، كانت ليو هي المرأة الوحيدة صاحبة مقعد سياسي، والمرأة الأعلى مرتبة في الصين. 
بحلول عام 2008، تم إنتخاب ليو لمنصب عضو مجلس الدولة، ولم يتم إختيارها لمنصب نائب رئيس مجلس الدولة. كما تم إختيارها لمنصب نائب لجنة بكين المنظمة لدورة الألعاب الأولمبية. 
في عام 2012، تم إنتخاب ليو يان دونغ في المؤتمر الوطني الثامن عشر للحزب الشيوعي الصيني. أصبحت دونغ هي المرأة منذ دنغ يينغ تشاو تقضي فترتين متتاليتين في المكتب السياسي. بضعة أشهر لاحقة، في الجلسة العامة الأولى للمؤتمر الشعبي الوطني الثاني عشر في عام 2013، كما عينت نائب رئيس الوزراء، من الدرجة الثانية، لتكون مسئولة عن مشاريع وزارة الصحة، وزارة التعليم ووزارة الرياضة. 
منذ عام 2013، أصبحت ليو زعيمة مجموعة إصلاح الرعاية الصحية.

## الحياة الشخصية
ليو متزوجة، في 13 أبريل 2009، منحتها جامعة ستوني بروك درجة الدكتوراة الفحرية في القانون.

## وصلات خارجية
- (بالصينية) Profile of Liu Yandong, Xinhua News Agency.
- Biography وكالة أنباء شينخوا (November 2012)

 الصين